# Tumbas reales de la dinastía Joseon
Las tumbas reales de la dinastía Joseon (en hangul 조선왕릉; hanja 朝鮮|王|陵, romanización revisada Joseon wangneung, romanización McCune-Reischauer Chosŏn wangnŭng) son un grupo de tumbas de miembros de la dinastía Joseon de Corea (1392-1910). Las tumbas han sido declaradas un lugar Patrimonio de la Humanidad por la Unesco en junio de 2009.

## Las tumbas
Las tumbas están clasificadas en dos tipos. Las tumbas de reyes y reinas y aquellas que póstumamente recibieron el título de rey o reina, fueron enterrados en tumbas tipo Neung. Los príncipes herederos y sus esposas, así como los parientes de la realeza, fueron enterrados en tumbas tipo Won. Las tumbas reales están repartidas en 18 sitios distintos, y muchas de ellas se encuentran a 40 kilómetros de Hanseong (lo que hoy es Seúl). Sin embargo, la tumba de Jangneung está en el condado de Yeongwol, Gangwon, mientras que las tumbas de Yeongneung están en el condado de Yeoju, Gyeonggi. Las tumbas se realizaron tanto para individuos como para grupos familiares. Hay 40 tumbas tipo Neung y 13 tipo Won, lo que da como resultado un total de 53 tumbas reales.
Las tumbas reales de la época Joseon siguieron las líneas maestras descritas por los textos confucianos chinos, como el Libro de los Ritos (Li Ji) y el Ritos de Zhou (Zhou Li). Muchos factores debían considerarse para decidir la ubicación de una tumba, tales como la distancia desde Hanyang, la distancia en relación con otras tumbas reales, la accesibilidad del lugar y las tradiciones coreanas de pungsu (geomancia). La construcción de la tumba también tenía en cuenta los rituales de enterramiento tradicionales de Corea y el medio natural.

### Grupo de la tumba Donggureung
Este grupo de tumbas representa el mejor ejemplo de un grupo de tumbas familiares de la dinastía Joseon. Siete reyes y diez reinas están enterrados en nueve tumbas tipo Neung. Entre las tumbas famosas de este grupo están la tumba de Geonwolleung para el rey Taejo, el fundador de la dinastía Joseon. La tumba Gyeongneung conserva los restos del rey Hyeonjong, quien gobernó desde 1834 hasta 1849, y sus esposas la reina Hyohyeon y la reina Hyojeong. Este grupo de tumbas representa la evolución de la arquitectura de una tumba estilo Joseon a lo largo de un período de quinientos años.

### Grupo de la tumba Seosamneung
El grupo de la tumba Seosamneung (lit. "Tres Neung Occidentales") está en la ciudad de Goyang, provincia de Gyeonggi, que está a 20 kilómetros de Seúl. El nombre de la tumba viene del hecho de que tres tumbas reales (Neung) se encuentran en el suburbio occidental de la capital. La reina Janggyeong fue enterrada en la tumba de Huineung. La tumba de Hyoreung conserva los restos del rey Injong y su esposa la reina Insong. El rey Cheoljong y la Reina Cheorin se encuentran enterrados en Yereung. Otras cincuenta tumbas con restos de príncipes, princesas y concubinas reales se encuentran también en este grupo real. Destacadamente, monumentos en varios estilos construidos para conservar la placenta real y los cordones umbilicales, conocidos como taesil, que en el pasado estuvieron dispersos por toda Corea, se han reunido y hoy descansan en este grupo de tumbas.

### Gwangneung
Gwangneung se encuentra en la ciudad de Namyangju, provincia de Gyeonggi. La tumba contiene los restos del rey Sejo y su esposa la reina Jeonghui. Las dos tumbas fueron construidas en 1468 y 1483 respectivamente. Gwangneung es importante porque en su construcción se pone en evidencia los cambios que estaban ocurriendo en la construcción de tumbas reales. No se instalaron en esta tumba "screening rocks". En lugar de una piedra ataúd exterior, se usó cal viva. Otra ruptura en las tradiciones fue el hecho de que el acceso reverencial no fue construido. Finalmente, sólo un santuario ritual en forma de T fue construido en ambos túmulos funerarios. Este cambio en la arquitectura de la tumba vino de los últimos deseos del rey y reflejan un nuevo estilo frugal que influyó en las construcciones de posteriores tumbas reales.

### Hongneung y Yureung
Los estilos de estas dos tumbas reflejan los cambios políticos que Corea estaba experimentando durante los días decadentes de la dinastía Joseon. Con la declaración del Imperio coreano, el estilo de las tumbas de los últimos dos gobernantes de la dinastía Joseon, el emperador Gojong y el emperador Sunjong fueron diseñadas para reflejar su nuevo rango. Hongneung conserva los restos del emperador Gojong y la emperatriz Myeonseong. La tumba de Yureung conserva los restos del emperador Sunjong, la emperatriz Sunmyeonghyo y la emperatriz Sunjeonghyo. Otras tumbas destacadas son Yeongwon, la tumba del príncipe heredero Yeongwang y la princesa heredera Yi Bangja.